# Episodi di Kings
La prima e unica stagione di Kings è andata in onda negli Stati Uniti sul network NBC dal 15 marzo al 25 luglio 2009.
In Italia è stata trasmessa dall'11 dicembre 2009 al 29 gennaio 2010 su Joi di Mediaset Premium.
| nº | Titolo originale     | Titolo italiano            | Prima TV USA   | Prima TV Italia  |
| -- | -------------------- | -------------------------- | -------------- | ---------------- |
| 1  | Goliath: Part 1      | Golia, prima parte         | 15 marzo 2009  | 11 dicembre 2009 |
| 2  | Goliath: Part 2      | Golia, seconda parte       | 15 marzo 2009  | 11 dicembre 2009 |
| 3  | Prosperity           | Prosperità                 | 22 marzo 2009  | 18 dicembre 2009 |
| 4  | First Night          | Il primo cavaliere         | 29 marzo 2009  | 18 dicembre 2009 |
| 5  | Insurrection         | Insurrezione               | 5 aprile 2009  | 1º gennaio 2010  |
| 6  | Judgment Day         | Il giorno del giudizio     | 18 aprile 2009 | 1º gennaio 2010  |
| 7  | Brotherhood          | Fratellanza                | 13 giugno 2009 | 8 gennaio 2010   |
| 8  | The Sabbath Queen    | La regina del sabba        | 20 giugno 2009 | 8 gennaio 2010   |
| 9  | Pilgrimage           | Pellegrinaggio             | 27 giugno 2009 | 15 gennaio 2010  |
| 10 | Chapter One          | Capitolo primo             | 4 luglio 2009  | 15 gennaio 2010  |
| 11 | Javelin              | Giavellotto                | 11 luglio 2009 | 22 gennaio 2010  |
| 12 | The New King: Part 1 | Il nuovo re, prima parte   | 18 luglio 2009 | 22 gennaio 2010  |
| 13 | The New King: Part 2 | Il nuovo re, seconda parte | 25 luglio 2009 | 29 gennaio 2010  |